# Suyu (metropolitana di Seul)
Suyu (수유역 - 水踰驛, Suyu-yeok) è una stazione della metropolitana di Seul servita dalla linea 4 della metropolitana di Seul. Si trova nel quartiere di Gangbuk-gu, a nord del centro della città sudcoreana.

## Linee
Seoul Metro
● Linea 4 (Codice: 414)

## Struttura
La stazione è costituita da due banchine laterali con due binari passanti protetti da porte di banchina a piena altezza sottoterra. Sono presenti 2 aree tornelli, una per ciascuna direzione, e per questo non è possibile cambiare banchina una volta superati i varchi. Le uscite in superficie sono 8 in totale.
| Direzione Danggogae | ● Linea 4 | per Changdong, Nowon e Danggogae                       |
| Direzione centro    | ● Linea 4 | per Chungmuro, Seul, Sadang, Geumjeong, Jungang e Oido |

## Stazioni adiacenti
| «        | Servizio | »       |
| Linea 4  | Linea 4  | Linea 4 |
| -------- | -------- | ------- |
| Ssangmun | -        | Mia     |